# Пассажир (рассказ)
«Пассажир» — рассказ Владимира Набокова, относящийся к русскому периоду его творчества. Был написан и опубликован (под псевдонимом В. Сирин) в 1927 году, вошёл в состав сборника «Возвращение Чорба» (1929).

## Сюжет
«Пассажир» написан в форме разговора писателя и критика, не названных по именам. Писатель рассказывает, что только жизнь создаёт идеальные сюжеты, тогда как литература — это всегда упрощение. Подтверждением тому становится история из его жизни: однажды, путешествуя в поезде, он сначала увидел ногу человека, поднимавшегося на верхнее место, а потом услышал, как этот человек рыдает. На следующий день по вагону прошли полицейские с проверкой, так как в городе, из которого ехал поезд, какой-то мужчина убил свою жену и её любовника. Сосед писателя спал; сыщик разбудил его, проверил документы и пошёл дальше.
Писатель констатирует, что его собеседник с определённого момента был уверен: сосед сверху и есть убийца. Критик на это отвечает, что, сделав пассажира преступником, можно было бы создать завершённый рассказ, «яркое разрешение». Однако для писателя главное здесь в том, что он никогда не узнает, в чём была причина ночных рыданий незнакомого человека.

## Создание и оценки
«Пассажир» был написан в феврале 1927 года и увидел свет в русской эмигрантской газете «Руль», выходившей в Берлине, 6 марта того же года. В 1929 году автор включил его в сборник «Возвращение Чорба».
В 1934 году в лондонском журнале Lovat Dickson's Magazine вышел перевод рассказа на английский язык, выполненный Глебом Струве. В 1976 году Набоков сам перевёл «Пассажира» для сборника Details of a Sunset and Other Stories, уточнив в комментарии, что «писатель» в этом рассказе — «не автопортрет, а собирательный образ пошловатого писателя»; «критик» же — «дружеский шарж» на Юлия Айхенвальда.